# Gerda Madsen
Gerda Madsen, född 4 januari 1902, död 2 augusti 1986, var en dansk skådespelare.

## Filmografi i urval
- 1922 – Der var engang
- 1922 – Häxan
- 1929 – Kys, klap og kommers
- 1932 – Under den gamle fane
- 1941 – En forbryder
- 1956 – Kärlek i det blå
- 1965 – Hold da helt ferie